# دودمان یورک

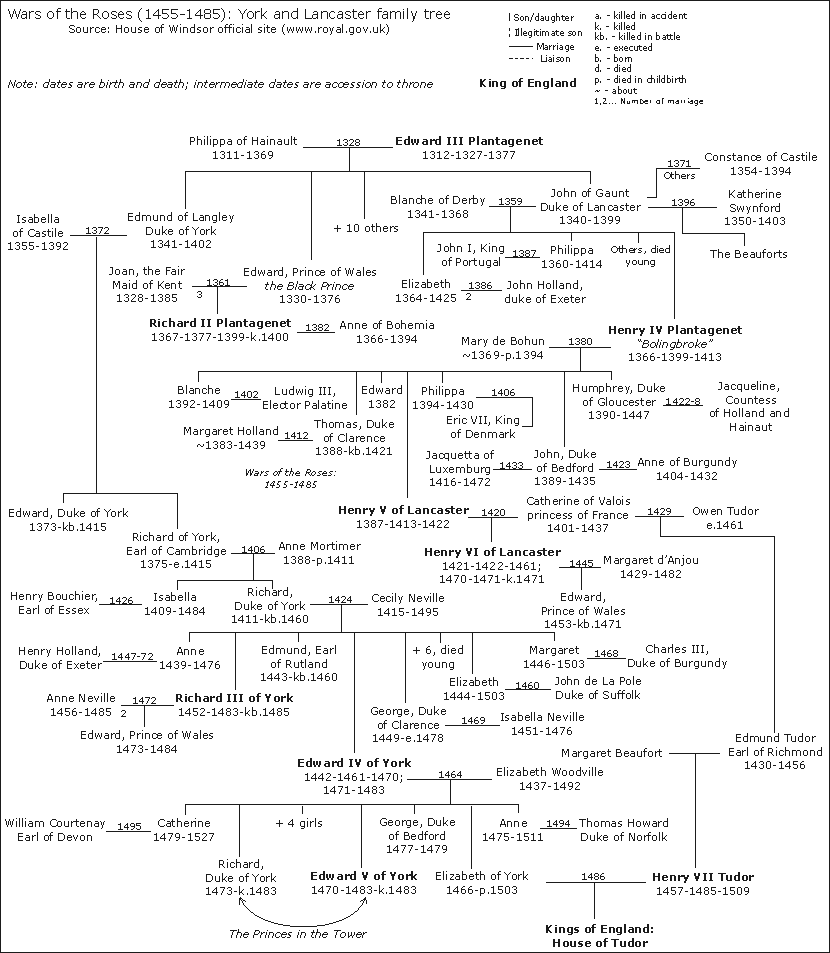
درخت خانوادگی جنگ رزها

دودمان یورک (انگلیسی: House of York) شاخه‌ای از دودمان مشهور سلطنتی انگلستان موسوم به دودمان پلانتاژنه بود، سه تن از اعضای این خاندان در اواخر قرن پانزدهم از پادشاهان انگلستان بودند، نسب خاندان یورک از طرف مردان به ادموند لانگلی، نخستین دوک یورک می‌رسد، او چهارمین فرزند بازماندهٔ ادوارد سوم بود.